# Euskaltel-Euskadi/2011
Deze pagina geeft een overzicht van de Euskaltel-Euskadi ProTeam wielerploeg in 2011.

## Algemeen
Sponsor: telecommunicatiebedrijf Euskaltel
Algemeen manager: Miguel Madariaga
Technisch directeur: Igor González de Galdeano
Ploegleiders: Xabier Carbayeda, Gorka Gerrikagoitia, Jon Odriozola
Fietsen: Orbea
Banden: Vittoria
Onderdelen: Shimano

## Renners
| Naam                 | Geboortedatum | Nationaliteit | Ploeg 2010         |
| -------------------- | ------------- | ------------- | ------------------ |
| Igor Antón           | 02-03-1983    | Spanje        |                    |
| Javier Aramendia     | 05-12-1986    | Spanje        |                    |
| Jorge Azanza         | 16-06-1982    | Spanje        |                    |
| Bello Bilbao         | 25-02-1990    | Spanje        | nieuw              |
| Jonathan Castroviejo | 27-04-1987    | Spanje        |                    |
| Pierre Cazaux        | 07-06-1984    | Frankrijk     | Française des Jeux |
| Koldo Fernández      | 13-09-1981    | Spanje        |                    |
| Iñaki Isasi          | 20-04-1977    | Spanje        |                    |
| Gorka Izagirre       | 07-10-1987    | Spanje        |                    |
| Jon Izagirre         | 04-02-1989    | Spanje        | Orbea              |
| Mikel Landa          | 13-12-1989    | Spanje        | Orbea              |
| Egoi Martínez        | 15-05-1978    | Spanje        |                    |
| Miguel Mínguez       | 30-08-1988    | Spanje        |                    |
| Mikel Nieve          | 26-05-1984    | Spanje        |                    |
| Juan José Oroz       | 11-07-1980    | Spanje        |                    |
| Alan Pérez           | 15-07-1982    | Spanje        |                    |
| Rubén Pérez          | 30-10-1981    | Spanje        |                    |
| Samuel Sánchez       | 05-02-1978    | Spanje        |                    |
| Daniel Sesma         | 29-07-1984    | Spanje        |                    |
| Romain Sicard        | 01-01-1988    | Frankrijk     |                    |
| Amets Txurruka       | 10-11-1982    | Spanje        |                    |
| Pablo Urtasun        | 29-03-1980    | Spanje        |                    |
| Iván Velasco         | 08-02-1980    | Spanje        |                    |
| Gorka Verdugo        | 04-11-1978    | Spanje        |                    |

## Overwinningen
| Grote Prijs Miguel Indurain Winnaar: Samuel Sánchez Ronde van het Baskenland 4e etappe: Samuel Sánchez Ronde van Romandië Proloog (TT): Jonathan Castroviejo Ronde van Madrid Proloog (TT): Jonathan Castroviejo | Ronde van Italië 14e etappe: Igor Antón 15e etappe: Mikel Nieve Ronde van Frankrijk 12e etappe: Samuel Sánchez Bergklassement: Samuel Sánchez | Ronde van Burgos 1e etappe: Samuel Sánchez 5e etappe: Mikel Landa Bergklassement: Mikel Landa Ploegklassement Ronde van Spanje 19e etappe: Igor Antón |

1994 · 1995 · 1996 · 1997 · 1998 · 1999 · 2000 · 2001 · 2002 · 2003 · 2004 · 2005 · 2006 · 2007 · 2008 · 2009 · 2010 · 2011 · 2012 · 2013
AG2R-La Mondiale · Astana · BMC Racing Team · Euskaltel-Euskadi · Team Garmin-Cervélo · Team HTC-High Road · Katjoesja · Lampre-ISD · Team Leopard-Trek · Liquigas-Cannondale · Team Movistar · Omega Pharma-Lotto · Quick Step · Rabobank · Team RadioShack · Saxo Bank-Sungard · Sky ProCycling · Vacansoleil-DCM